# Henare (catch)
Pour les articles homonymes, voir Nomura.
Aaron Henry, né le 5 août 1992 à Palmerston North, en Nouvelle-Zélande, est un catcheur (lutteur professionnel) néo-zélandais travaillant à la New Japan Pro Wrestling sous le nom de Henare (stylisé HENARE).

## Carrière

### New Japan Pro Wrestling (2016–...)

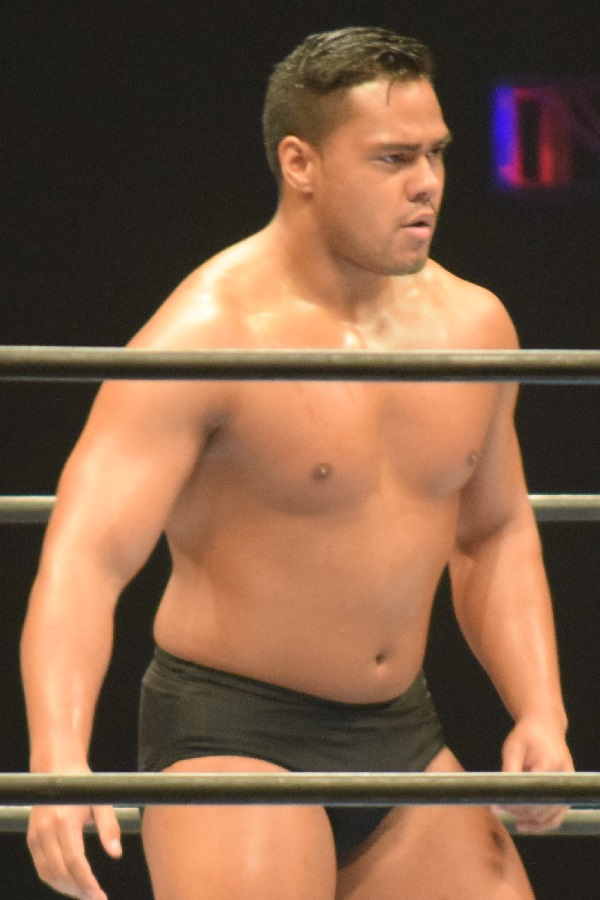
Henare en 2017

Lors de The New Beginning In Sapporo 2018 - Tag 1, lui, Ryusuke Taguchi et Togi Makabe perdent contre Bullet Club (Bad Luck Fale, Tama Tonga et Tanga Loa) et ne remportent pas les NEVER Openweight 6-Man Tag Team Championship.
Lors de Honor Rising: Japan 2019 - Tag 2, lui et Jonathan Gresham battent Suzuki-gun (Taka Michinoku et Zack Sabre, Jr.).
Lors du premier tour de la New Japan Cup 2019, il est éliminé du tournoi à la suite de sa défaite contre Lance Archer.
Lors du premier tour de la New Japan Cup 2021, il est éliminé du tournoi à la suite de sa défaite contre Jay White.

#### Heel Turn et The United Empire (2021-...)
Lors de Sakura Genesis 2021, il prend le nom de Aaron Henare et est révélé comme le nouveau membre de The United Empire et fait équipe avec Great-O-Khan et Jeff Cobb pour battre Los Ingobernables de Japón (Tetsuya Naitō, Sanada et Shingo Takagi) et effectue par la même occasion un Heel Turn,.
Le 21 décembre, lui, Great-O-Khan et Jeff Cobb perdent contre Chaos (Kazuchika Okada et Tomohiro Ishii) et Hiroshi Tanahashi et ne remportent pas les NEVER Openweight 6-Man Tag Team Championship.
Lors de NJPW New Japan Soul le 16 juin 2024, il bat Shingo Takagi pour remporter le NEVER Openweight Championship.

## Palmarès
- Impact Pro Wrestling
  - 1 fois IPW New Zealand Tag Team Championship avec Jakob Cross
  - Armageddon Cup (2010)
- New Japan Pro-Wrestling
  - 1 fois NEVER Openweight Championship